# Закусило Микола Іванович
Мико́ла Іва́нович Закуси́ло (нар. 14 серпня 1956 року) — український прозаїк, живописець, есеїст, драматург.

## Творча біографія
Народився 14 серпня 1956 року в селі Малі Мошки Овруцького району на Житомирщині.
Після навчання у Раківщинській середній школі був пастухом, іконописцем, теслярував, служив у війську. Закінчив факультет журналістики Київського державного університету ім. Т. Г. Шевченка (1982) та художню студію при Будинку художника в Києві (2001, майстерня В. Каверіна). Працював літературним редактором у періодичних та електронних виданнях, видавництвах.
Певний час реставрував храми Полісся, збирав пісенну архаїку полєшуків, так звані північні голосюрки пастухів. Дослідник поліської міфології і демонології, шукач норинчанського фольклору. Особливе місце у творчості прозаїка посідають міфи, легенди, притчі, вірування. У текстах домінують фантасмагорія, гротеск, магія, метафорика, символізм. На основі цього виробив не лише власний стиль, а й неповторну художню мову письма: використовуючи говірку людей рідної Овруччини, письменник майстерно «олітературнює» діалектні слова, популяризує те, що втрачено або забуто. Він начебто «слухає» «мамину мову» в собі, яка відображає колорит мовлення полєшуків дооколичного краю, специфіку хатнього і подвірного побуту, господарювання тощо. («Мамина мова найрідніша, вона не втратила свого звучання від часів Київської Русі і саме нею пишу я трактати і прозу…») 
Прозові твори поєднує з живописом: створив цикл полотен за однойменним романом «Норинчанка і птах». Наче «останній деревлянин» досить тонко передав дух минулого, давнього містичного Полісся. 
Микола Закусило працює на дереві й полотні. Має яскраво виражений іконописний, «ковчежний» гротесковий стиль. («Босх живе і пасеться на наших теренах». О. Сидор-Гібелинда). Однак за внутрішньою стилістикою відзначається підсвідомою дивовижно-фантастичною уявою. («Прозаїк і художник безмежної фантазії». М. Сидоржевський). Та водночас творчість глибоко релігійна, містична, з прихованою символікою. («Автентично-наївний живописець, який сповідує праарт – праліське мистецтво, нечутливе до впливу брендів, байдуже до мейнстріму і створене поза глобалізованим контекстом». В. Каверін). 
В основі творчості митця — вивчення прапервнів природи, архетипів, що дає змогу звертатися до вічних форм та образів. Вірить у вічність, долю. 
Творець архаїки: поезії мерців-нориків відтворює голосом предків, котрі жили в малих мошках...
Живописні твори Миколи Закусила зберігаються у приватних колекціях України, Білорусі, Росії, Німеччини, у Музеї гетьманства, Музеї книги і друкарства (Київ). Малюнки художника знайшли притулок у селах та хуторах Овруцького і Мозирського Полісся, аулах Азербайджану, Грузії, Киргизії, станціях Сахаліну. У шкільні роки юний митець створив серію портретів письменників-класиків, героїв «Мертвих душ». 

### Автор романів
«Грамотка скорблячих» («33 душі і сім пусток», «На обітовані землі», «Переселення вітряка», «Блудниця убога», «Боги регочуть», «Зішестя Пращура», «Троглодит чорнобильський», «Причащання в Малих Мошках», «Книга видінь і прозрінь: прощання з матір’ю»), «Книга плачів», «Норинчанка і птах», «Деревлянин і янголиця», «Юнка і Первень», п’єс: «Пісок часу», «Глина світу», «Ковдуни», «Антисвіт», книги трактатів «Полєшукова душа».

### Експозиції живописних творів
- 1974 – Дворова виставка біля рідної хати; село Малі Мошки
- 1995 – «Українське малярство Валентина Поліщука і Миколи Закусила»; Товариство «Україна», м. Київ
- 2001 – Колективна виставка студійців; Будинок художника, м. Київ
- 2002 – Персональна виставка живопису «Міфи, сни, реальність»; Музей гетьманства, м. Київ
- 2006 – Персональна ювілейна виставка живопису «Архетипи Полісся»; Музей книги і друкарства України (Києво-Печерська лавра), м. Київ
- 2010 – Виставка живопису, присвячена 940-літтю Свято-Михайлівського Видубицького монастиря; галерея «Спас» (на території монастиря), м. Київ
- 2011 – Виставка живопису «У колі друзів»; галерея «Неф» (на території Києво-Печерської лаври), м. Київ
- 2017 – Персональна ювілейна виставка живопису «Земля деревлян»; Музей гетьманства, м. Київ
- 2017 – Персональна виставка живопису «Норинчанка і птах»; Овруцька центральна районна бібліотека для дорослих ім. Андрія Малишка, м. Овруч
- 2017 - Пересувна виставка живопису «Норинчанка і птах — на маминій землі»; Музей історії села Гошів, село Гошів
- Учасник Всеукраїнських художніх вернісажів та Міжнародних мистецьких проєктів.